# Aufstreckrecht
Das Aufstreckrecht (Ostfriesisches Platt: Upstreekrecht) entstand im Mittelalter im Zuge der Binnenkolonisierung Ostfrieslands. Es beinhaltet das „Recht des Grundeigentümers im Moor, bis zu einem anderen Grundstück vorzudringen“.

## Geschichte
Bis ins frühe Mittelalter war das innere Ostfriesland weitgehend unbesiedelt. Zu einer größeren Besiedlung kam es ab 1100. Zum einen war der Deichbau in der Region beendet, zum anderen drängte die Julianenflut von 1164 viele Menschen von der Küste in das Landesinnere. Hinzu kam die wachsende Bevölkerungszahl im hohen Mittelalter, die in Ostfriesland dazu führte, solche siedlungsarmen oder -leeren Räume durch Landesausbau, die innere Kolonisation, zu erschließen. Bei den Kolonisten bildete sich dann am Rande der Moorgebiete das Aufstreckrecht heraus. In der Regel wurden Aufstreckfluren von einer reihenförmig angelegten Siedlung am Geestrand in das Moor getrieben. Ein Siedler konnte in der Breite seines Grundstücks das Moor bearbeiten, nutzen und abgraben, bis er auf die Parzelle eines anderen Bauern, einen Weg, ein Gewässer oder eine ähnliche Grenze stieß. Nach dem Abbau des Torfes nutzten die Siedler die so gewonnenen Flächen landwirtschaftlich.
So entstanden in der Folgezeit Aufstrecksiedlungen mit ihren bis heute erkennbaren Streifenfluren, die oft viele Kilometer in das Moor hineinreichen. Sie zeichnen sich durch das Fehlen einer herrschaftlichen Lenkung des Siedlungsvorgangs aus und sind von den ersten Siedlern in gemeinschaftlicher Arbeit angelegt worden, was sich bis heute im Namensbestandteil -bur (=Bauerschaft) vieler Orte, die als Aufstrecksiedlungen angelegt wurden, ausdrückt.
Nach dem Aussterben des letzten einheimischen Fürsten fiel Ostfriesland 1744 an Preußen. Steuerlich blieb Ostfriesland in der ersten preußischen Zeit ein Fremdkörper im preußischen Staat und zahlte eine auf 24.000 Thaler festgelegte Summe an Abgaben an den preußischen Staat, der nach anderen Einnahmequellen suchen musste. Vor allem das Aufstrecksrecht war dem König ein Hindernis. König Friedrich II. erließ 1765 das Urbarmachungsedikt, das das Aufstreckrecht ablöste, welches hier als unerfindliches so genanntes Aufstrecksrecht bezeichnet wird.
Das Edikt erklärte Land mit nicht geklärten Besitzrechten, insbesondere die noch nicht urbar gemachten Moorflächen, zum Eigentum des Staates.